# Jean-Louis Leclerc (homme politique, 1767-1822)
Pour les articles homonymes, voir Leclerc.
Ne doit pas être confondu avec Jean-Louis Leclerc (homme politique, 1786-1873).
Pour les autres membres de la famille, voir Famille Leclerc (Pontoise).
Jean-Louis, comte Leclerc (° 8 août 1767 - Pontoise † 1er avril 1822 - Château de Montiers), est un militaire, homme politique et administrateur français des XVIIIe et XIXe siècles.

## Biographie
Fils aîné d'un conseiller du roi au grenier à sel de Pontoise, Jean-Louis Leclerc, officier d'infanterie, sert plusieurs années avec son frère puîné, devenu depuis le général Leclerc beau-frère de Napoléon Bonaparte et commandant de l'expédition de Saint-Domingue. L'aîné, lui, sert sur le continent et prit part aux campagnes d'Italie .
Nommé, par le Sénat conservateur, le 4 nivôse an VIII, député de Seine-et-Oise au Corps législatif, il devient membre de la Légion d'honneur le 25 prairial an XII, et est appelé, le 29 germinal suivant, à la préfecture de la Meuse, fonctions qu'il occupe jusqu'en 1813, époque à laquelle il est destitué.
Comte de l'Empire (31 décembre 1809) et officier de la Légion d'honneur (30 juin 1811), il se désintéresse des affaires publiques après la première abdication de l'Empereur (traité de Fontainebleau (1814)) et refuse une préfecture importante que Napoléon lui offrit au retour de l'île d'Elbe.
Le comte Leclerc est, sous la Restauration française, maire de la commune de Montiers (arrondissement de Clermont, département de l'Oise).

## Titres
- Baron Leclerc et de l'Empire[4] (lettres patentes du 27 novembre 1808[4]) ;
- Donataire (revenus : 4 000 fr.) en Hanovre par décret du 3 décembre 1809)[4] ;
- Comte Leclerc et de l'Empire (titre accordé par décret du 15 août 1809 et lettres patentes du 31 décembre 1809, signées à Paris).

## Distinctions
- Légion d'honneur[1] :
  - légionnaire (25 prairial an XII : 14 juin 1804), puis,
  - officier de la Légion d'honneur (30 juin 1811).

## Armoiries
| Image | Armoiries |
| ----- | --- |
|       | Armes du comte Leclerc et de l'Empire Écartelé au premier de comtes pris pami les préfets, au deuxième d'azur à la pensée d'or, surmontée d'un soleil levant, cantonné à dextre en chef du même, au troisième d'argent à la tête de maure de sable tortillée et colletée d'or ; au quatrième d'azur à trois têtes de cheval d'argent., - Livrées : les couleurs de l'écu. |